# Filikomys
Filikomys — рід викопних ссавців вимерлого ряду багатогорбкозубих (Multituberculata), що існував у пізній крейді.

## Класифікація
Існує два види — типовий F. primaevus та F. minor. Раніше обидва види було віднесено до роду Mesodma, але у 2020 році їх виокремили у власний рід.

## Скам'янілості
Викопні рештки Filikomys були знайдені в канадській провінції Альберта та американських штатах Монтана, Юта і Вайомінг. У 2020 році було у горах Едж у формації Two Medicine у Монтані виявлено скелети 22 тварин. Серед них були рештки і дорослих, і молодих особин, згрупованих у групи від двох до п'яти тварин.

## Опис
Filikomys був розміром з мишу. Скам'янілості з Монтани були першим прикладом соціального способу життя ссавців мезозою. Кілька поколінь жили разом у підземних гніздах. Будова плечей і ліктів вказує, що тварина могла копати нори. Його стегна і коліна є гнучкими, що робить його придатним для переміщення у важкодоступних місцях, таких як підземні коридори.